# لارکین کروین
لارکین کروین (انگلیسی: Larkin Kerwin؛ زاده ۲۲ ژوئن ۱۹۲۴ درگذشته ۱ مهٔ ۲۰۰۴) یک سیاستمدار اهل کانادا و اولین رئیس آژانس فضایی کانادا بود.